# Afghánistán na Letních olympijských hrách 2008
Afghánistán se účastnil Letní olympiády 2008 ve dvou sportech. Zastupovali jej 4 sportovci.
Rohullah Nikpai získal bronzovou medaili v Taekwondu v kategorii 58 kg. Massoud Azizi a Robina Muqimyar reprezentovali v běhu na 100 metrů. Ani jeden z nich však neprošel prvním kolem. Nesar Ahmad Bahave se také účastnil bojů v Taekwondu, tentokrát v kategorii 68 kg. Na rozdíl od svého krajana Nikpaie však neprošel přes první kolo.

## Umístění

### Medailové pozice
| Medaile | Sportovec       | Sport     | Disciplína    |
| ------- | --------------- | --------- | ------------- |
| Bronz   | Rohullah Nikpai | Taekwondo | Muži do 58 kg |

## Atletika
Sprinty
| Disciplína | Sportovec       | Rozběhy | Rozběhy | Čtvrtfinále  | Čtvrtfinále  | Semifinále   | Semifinále   | Finále       | Finále       |
| Disciplína | Sportovec       | čas     | poz.    | čas          | poz.         | čas          | poz.         | čas          | poz.         |
| ---------- | --------------- | ------- | ------- | ------------ | ------------ | ------------ | ------------ | ------------ | ------------ |
| 100 m muži | Massoud Azizi   | 11.45   | 8       | Nepostoupil  | Nepostoupil  | Nepostoupil  | Nepostoupil  | Nepostoupil  | Nepostoupil  |
| 100 m ženy | Robina Muqimyar | 14.80   | 8       | Nepostoupila | Nepostoupila | Nepostoupila | Nepostoupila | Nepostoupila | Nepostoupila |

## Taekwondo
Muži
| Sportovec          | Disciplína | 1. kolo         | Čtvrtfinále     | Semifinále      | Finále          | Opravy 1 kolo   | Zápas o Bronz   |
| Sportovec          | Disciplína | Soupeř Výsledek | Soupeř Výsledek | Soupeř Výsledek | Soupeř Výsledek | Soupeř Výsledek | Soupeř Výsledek |
| ------------------ | ---------- | --------------- | --------------- | --------------- | --------------- | --------------- | --------------- |
| Nesar Ahmad Bahave | −68 kg     | Lopez 3-0       | Nepostoupil     | Nepostoupil     | Nepostoupil     | Manz 4-3        | Nepostoupil     |
| Rohullah Nikpai    | −58 kg     | Tuncat 4-3      | Perez 2-1       | Nepostoupil     | Nepostoupil     | Harvey 2-1      | Ramos 4-1       |